# Peter Gojowczyk
Peter Gojowczyk (Dachau, 15 de julho de 1989) é um tenista profissional alemão.

## ITF finais

### Futures e Challengers simples (2–0)
| Challengers |

| Posição | N. | Data             | Torneio                   | Piso | Oponente        | Placar   |
| ------- | -- | ---------------- | ------------------------- | ---- | --------------- | -------- |
| Campeão | 1. | 15 Setembro 2012 | Ningbo, China             | Duro | Jeong Suk-Young | 6–3, 6–1 |
| Campeão | 2. | 26 Janeiro 2014  | Intersport Heilbronn Open | Duro | Igor Sijsling   | 6-4, 7-5 |